# Rhacophorus aurantiventris
Rhacophorus aurantiventris är en groddjursart som beskrevs av Lue, Lai och Chen 1994. Rhacophorus aurantiventris ingår i släktet Rhacophorus och familjen trädgrodor. IUCN kategoriserar arten globalt som starkt hotad. Inga underarter finns listade i Catalogue of Life.